# Skyjet
Skyjet is een Kazachse luchtvaartmaatschappij met haar hoofdkwartier in Almaty.

## Geschiedenis
Skyjet is opgericht in 2005 en in december 2006 operationeel begonnen.

## Vloot
De vloot van Skyjet bestaat uit:(feb.2007)
- 1 Ilyushin IL-62M